# Operace: Vyhlazení
Operace: Vyhlazení (v anglickém originále Operation -- Annihilate!) je 29. díl první řady seriálu Star Trek. Premiéra epizody proběhla 13. dubna 1967.

## Příběh
Hvězdného data 3287.2 kosmická loď USS Enterprise (NCC-1701) vedená kapitánem Jamesem Tiberius Kirkem sleduje trasu neznámé formy inteligence, která likviduje postupně jednu civilizaci za druhou, planetu po planetě. Další planetou v řadě je Deneva. Když Enterprise doráží do její sluneční soustavy, setkává se s malou lodí, která míří přímo ke slunci. Přes prvotní snahu o kontakt loď neodpovídá a pouze těsně před shořením se ve vysílačce ozývá „Jsem volný! Konečně jsem...“
Je zřejmé, že neznámá infekce se nachází již zde. Na povrchu planety je několik milionů kolonistů, ale také Kirkův bratr Sam Kirk se svou ženou a synem Peterem. Když se kapitán transportuje na povrch planety s panem Spockem, Dr. McCoyem, vrchním inženýrem Scottem a dalšími členy posádky, jsou napadeni hrstkou obyvatel. Ačkoliv uspat je phasery nebyl větší problém, zvláštní bylo, že celou dobu křičeli, aby Kirk a ostatní utekli. Jejich činy byly v rozporu s jejich vůlí. Krátce poté Kirk s výsadkem nachází Auroru, ženu Sama Kirka i jejich syna. Sam Kirk je nalezen již mrvý, jeho syn v bezvědomí a Aurora Kirková v pološíleném stavu hrůzy z čehosi za mřížkou ventilačního systému. Na ošetřovně Aurora vysvětluje kapitánu Kirkovi, že ony "věci" přiletěly zhruba před 8 měsíci na jejich planetu tak, že ovládli posádku a donutily jejich členy je převézt. Dále vysvětluje, že neznámá forma života si obyvatele podmaňuje zvýšenou bolestí v případě neposlušnosti a nutí je tak ke stavbě nových lodí. Sama je však infikována a její parazit se jí rozhodne zabít, než aby mohla prozradit další informace. Kapitán Kirk se vrací na povrch a s výsadkem pátrá po neznámé formě života. V jedné z budov se jim daří objevit prazvláštní tvory připomínající velké mozkové buňce se schopností nalétávat na svou oběť. Při odchodu se jeden z tvorů přilepí Spockovi na záda a výsadek se musí vrátit na Enterprise.
Na ošetřovně McCoy podrobuje Spocka vyšetření a zjišťuje, že stejně jako Peter Kirk má celé tělo prorostlé neznámou formou tkáně. Propletení tkáně je tak složité, že je nemožné jej odstranit. Mezitím se Spock probouzí na ošetřovně a vydává se na můstek ovládnout řízení lodi, aby jí dostal na planetu. Posádce se daří jej přemoct a končí opět na ošetřovně a v poutech. I když později kapitánovi tvrdí, že je schopen onoho parazita přemoci díky ovládání své mysli a tím i bolesti, Kirk ani McCoy mu nevěří a nechávají jej na lůžku. Spock očivině nelhal, pouze se musí přesvědčovat, že je vulkánec. Potíže mu dělá jeho lidská část, ale daří se mu jí přemoci, osvobozuje se z pout a vydává se k transportérům s úmyslem dostat se na povrch. Je zadržen panem Scottem. Přivolanému kapitánovi objasňuje, že z dané situace vede pouze jediná cesta a to výzkum neznámých tvorů. Pro případ odchycení vzorku není ideálnějšího jedince, než jeho, protože už je infikován. Kirk s tím souhlasí a nechává jej odejít na povrch. Odchyceného tvora na Enterprise podrobují různým testům, jak jej zničit a zaměřují se na fakt, že denevan, který letěl do slunce volal na poslední moment, že je volný. McCoy zkouší na tvora i žár o 9000 °C, ale bezúspěšně. Kirk informuje, že potřebují způsob, jak zabít tvora, ale ne hostitele. Spock upozorňuje, je čas se připravovat i na variantu vyhlazení planety Denevan pro ochranu dalších planet a kolonií. Kirk tuto variantu připouští, ale zamítá Spockovu žádost o transportování se na povrch i s kapitánovým synovcem.
Kirka napadá ještě jedna věc, kterou netestovali, ale slunce jí disponuje - světlo. Rozhodnout se tvora vystavit svítivosti 1 milion kandela na čtvereční palec. Tvor toto nevydrží, ale tato svítivost není pro člověka bez ochranných brýlí únosná. Spock se nabízí k dalšímu pokusu, aby zjistili, zdali účinek bude stejný na cizí tkáň v jeho těle. Pro eliminaci tvora byl pokus úspěšný, ale vysoká svítivost Spocka naprosto oslepila. Sestra Chapelová přináší výsledky z laboratoří a teprve teď McCoyovi dochází, že vůbec nemusel použít bílé, oslepující světlo, ale kteroukoliv jinou část spektra. Enterprise rozmisťuje kolem planety satelity, které budou osvětlovat povrch planety v potřebné intenzitě, aby zabili parazity, ale neublížili obyvatelstvu. McCoy se obviňuje, že zapříčinil svou nedbalostí Spockovu slepotu. Když je operace ukončena, přichází na můstek pan Spock. Vysvětluje, že slepota byla pouze dočasná díky vnitřním víčkům, které se u obyvatel Vulkán vyvinula pro ochranu zraku před tamním sluncem. Spock dodává, že se naučili jej ignorovat obdobně jako lidé ignorují apendix.
Kirk dává rozkaz k zadání kurzu na základnu 10. McCoy jej ještě prosí, aby Spockovi neříkal, že jej prohlásil za nejlepšího důstojníka flotily. Spock na to reaguje poděkováním a kapitán Kirk dodává „Měl jsi takový strach o vulkánský zrak, že jsi úplně zapomněl na jejich sluch.“